# Atrichocera moultoni
Atrichocera moultoni är en skalbaggsart som beskrevs av Aurivillius 1911. Atrichocera moultoni ingår i släktet Atrichocera och familjen långhorningar. Inga underarter finns listade.